# Пенаполенсе
«Пенаполенсе» (порт.-браз. Clube Atlético Penapolense) — бразильский футбольный клуб представляющий город Пенаполис штата Сан-Паулу. В 2013 году клуб выступал в Серии D Бразилии.

## История
Клуб основан 16 ноября 1944 года, домашние матчи проводит на арене «Тенентан», вмещающей 4 769 зрителей. В чемпионате штата Сан-Паулу клуб большую часть своей истории выступал в низших дивизионах. В 2011 году «Пенаполенсе» победил в третьей лиге чемпионата штата, а наследующий сезон занял 4-е место во второй лиге, что позволило ему в 2013 году, впервые в своей истории играть в высшем дивизионе Лиги Паулиста. В своём дебютном сезоне в высшем дивизионе чемпионата штата клуб занял 8-е место и завоевал право играть в Серии D чемпионата Бразилии. В 2013 году клуб дебютировал в Серии D чемпионата Бразилии и занял 25-е место из 40 команд.

## Достижения
- Победитель третьего дивизиона Лиги Паулиста (1): 2011.